# Музыка Болгарии

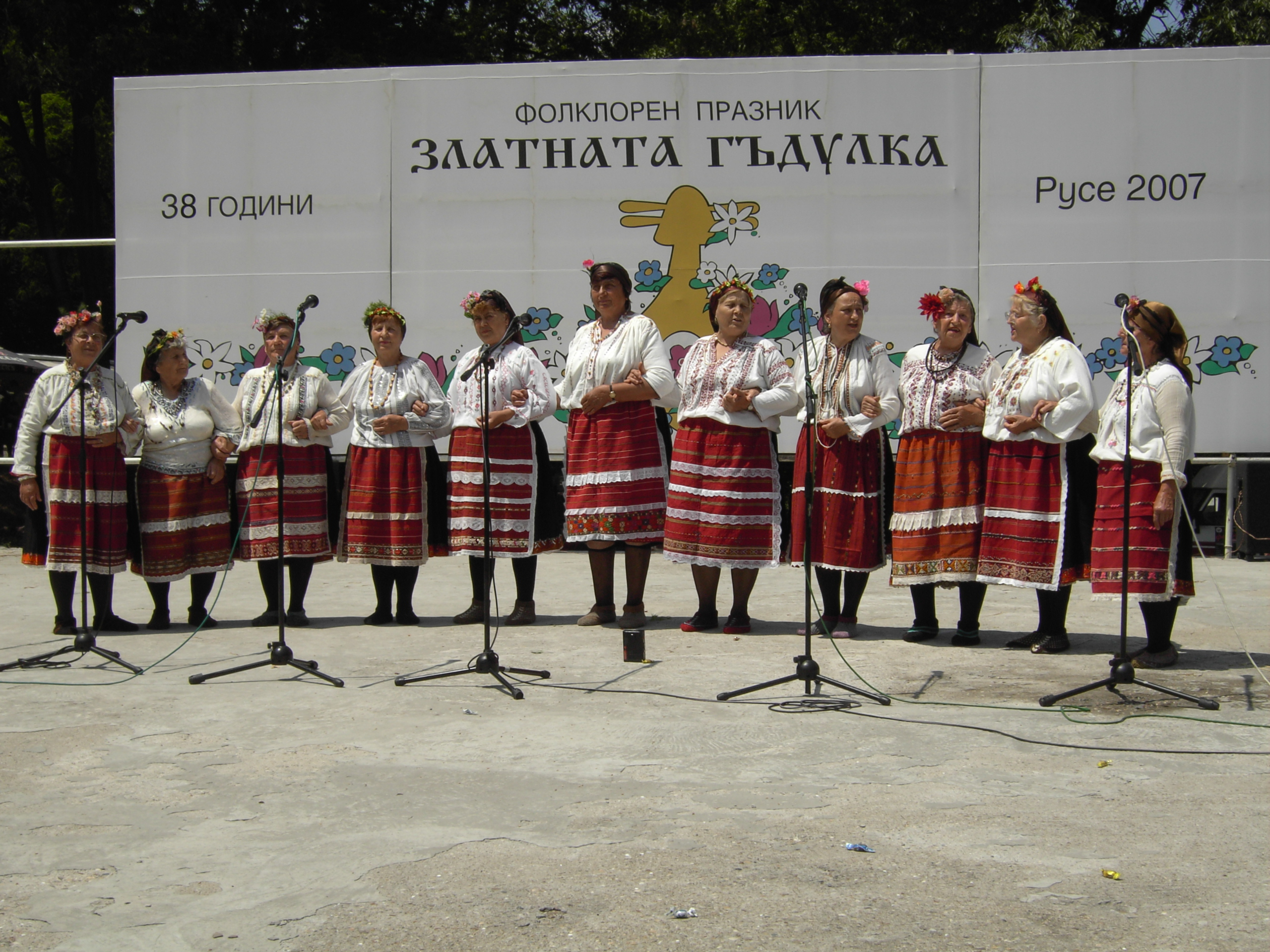
Фольклорная музыкальная группа из Русе

Болга́рская песня является частью болгарской, балканской, европейской и мировой культуры. Болгарская песня звучит специфично, самобытно и оригинально. Одна болгарских народных песен «Излел е Делю хайдутин» (рус. Вышел Делю-гайдук), в исполнении Вали Балканской, записана на Золотой пластинке «Вояджера». Болгарская песня «Вода» заняла 5-е место на конкурсе песни «Евровидение 2007».

## Классификация
Болгарская музыка:
1. обладает типично болгарским метро-ритмом.
2. обладает типично болгарской ладово-тональной мелодикой.
3. исполняется на болгарском языке.

## Болгарская церковная музыка
Болгария приняла христианство в 863—864 годах. С утверждением христианства развивалось и церковное пение на древнеболгарском языке, но во время византийского господства (1018—1187) проникновение в болгарскую церковь канонизированного византийского пения задержало развитие связанных с народной основой болгарских национальных религиозных песнопений. После освобождения от владычества Византии и образования Второго Болгарского царства (1187—1396) начался расцвет болгарской культуры. В ХІІІ-ХІV веках под влиянием народного музыкального искусства сформировался болгарский распев, образцы которого сохранились в богослужебном пении русской православной церкви XVII-XVIII века. С тех времён сохранились «Зографский трефологий» (XIII век) и «Синодик на цар Борил» (XIV век) — единственные дошедшие до нас письменные памятники с музыкальной нотацией.
В XVII веке русское духовенство приглашало болгарских певцов для обучения русских певчих церковному пению.
Многие византийские певчие — болгарского происхождения. Самый известный из них — певчий и композитор Иоанн Кукузель, прозванный «Ангелогласным» (жил в монастыре в Византии). Он создал неовизантийскую невменную нотацию (т. н. «кукузелевы невмы»), которая используется в современной церковном музыке и по сей день. В то время как в Византии культивировались сложные, виртуозные кукузелевы песнопения с узорчатой орнаментикой, в Болгарии развивалось более простое, демократическое культовое пение. Болгарские напевы, т. н. «bulgarica», проникают и в западную церковную музыку. Завоевание Болгарии турками (1393-1396) положило конец её независимости как самостоятельного государства. Болгарские монахи в монастырях Афона сохраняли свои церковные напевы, а странствующие монахи были распространителями болгарских песнопений среди других славянских народов.

## Болгарская народная музыка

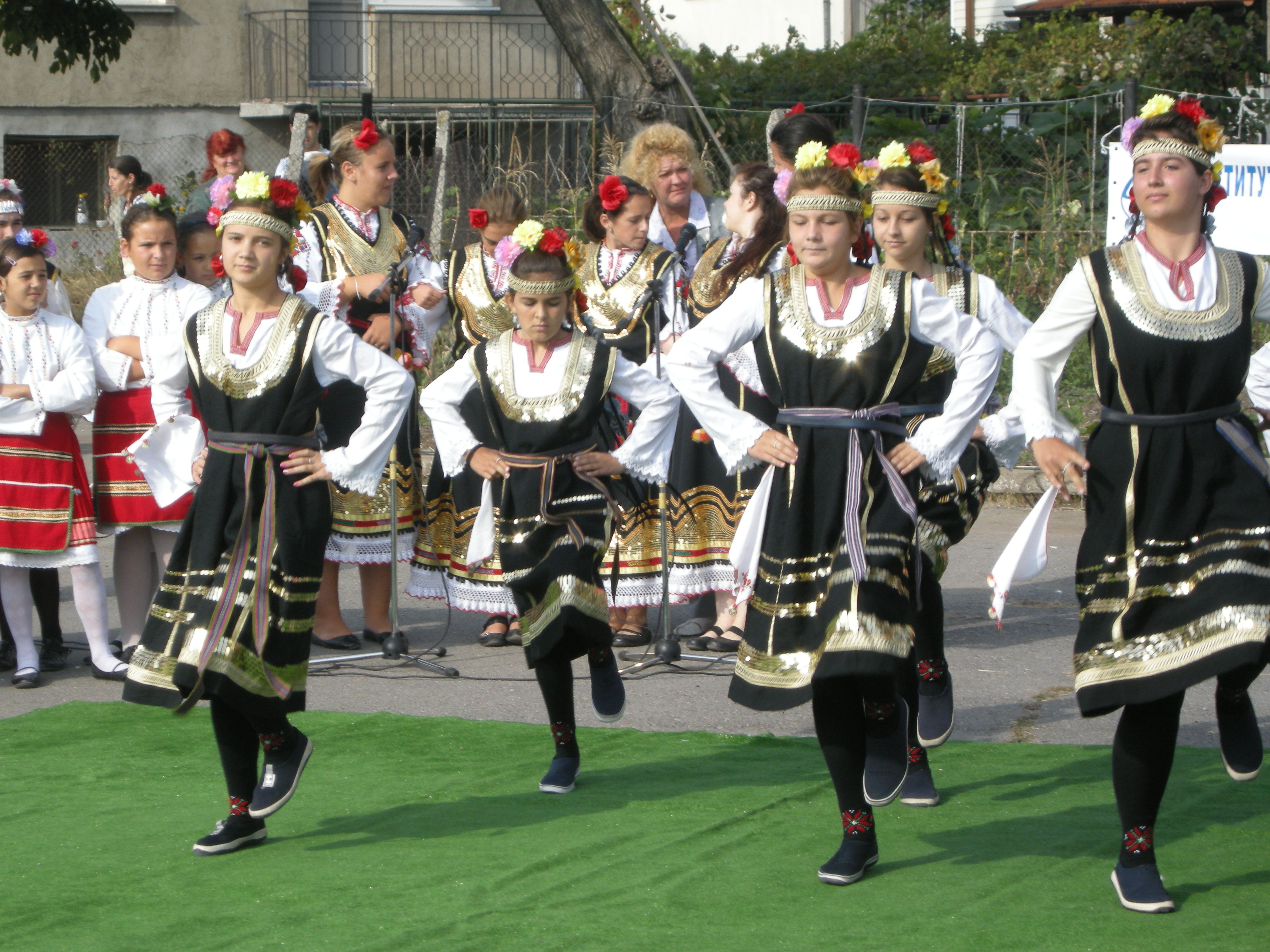
Болгарский народный танец

В Болгарии есть семь основных областей, различных по своему фольклору: Родопская, Фракийская, Странджанская, Пиринская, Шопская, Добруджанская, Северняшкая (Североболгарская).
Основные народные музыкальные инструменты Болгарии: волынка, кавал, гадулка, тамбура и тапан.
Известной исполнительницей народных болгарских песен была Стефка Саботинова (1930-2010), кто с песней «Притури се планината» вызвала живой интерес к культуре Болгарии.

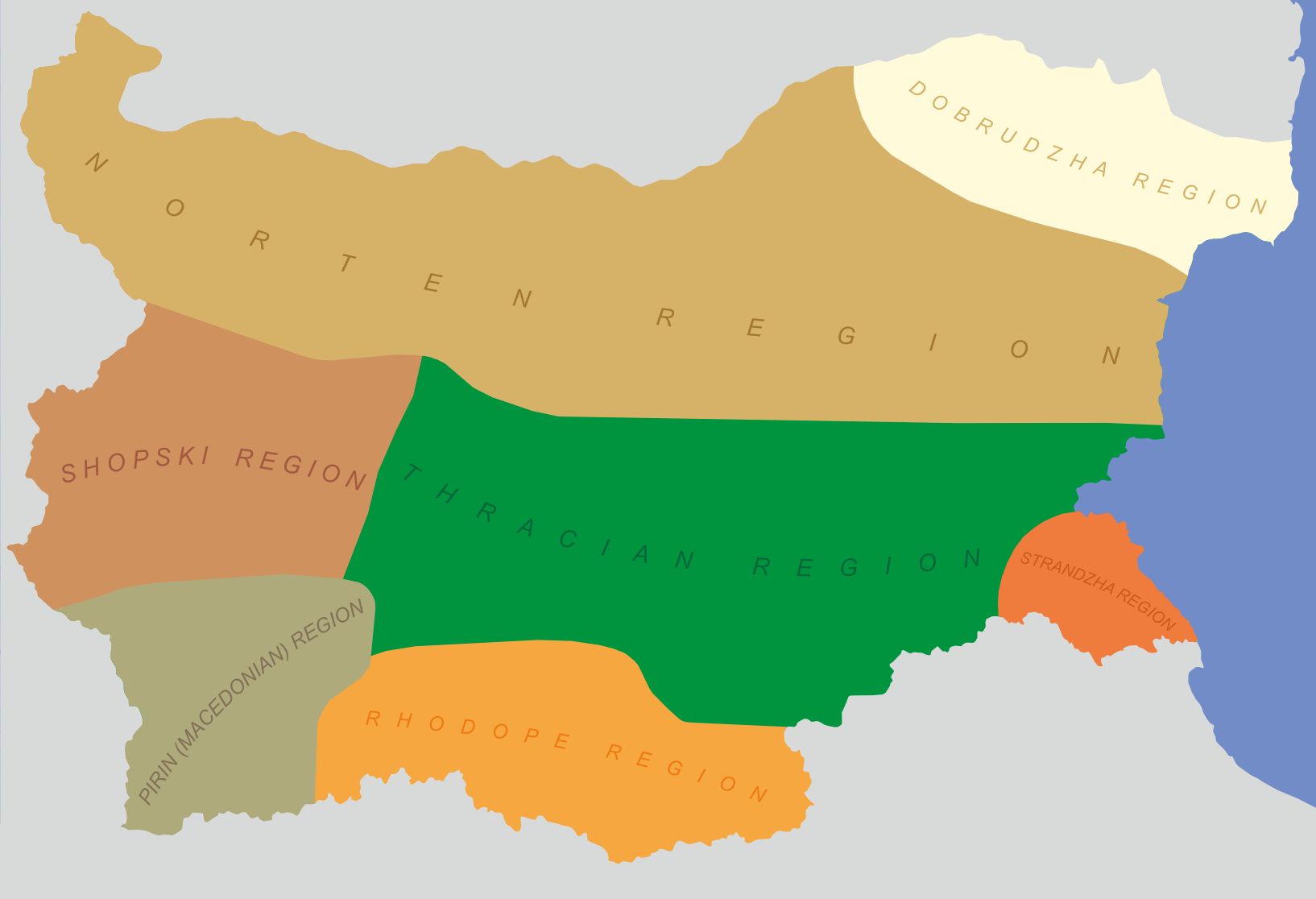
Фольклорные регионы Болгарии

## Болгарская классическая музыка
Во время османского владычества в Болгарии не было никаких музыкальных институций и музыкальной педагогики. Первыми музыкантами были иностранцы, а также болгары, получившие музыкальное образование за границей. Выходцами из этой среды были представители «первого поколения болгарских композиторов»: Эмануил Манолов, Ангел Букурещлиев, Добри Христов, Панайот Пипков, Георги Атанасов, Никола Атанасов и другие. Эти композиторы издавали сборники произведений болгарского фольклора, создавали собственные обработки народных музыкальных произведений. Эмануил Манолов написал первую болгарскую оперу — «Нищая». Так же, как и Эмануил Манолов, дирижёр Димитр Манолов, являясь выпускником Московской консерватории, внёс значительный вклад в развитие болгарского музыкально-исполнительского искусства на мировом уровне. Георгий Атанасов создал оперы «Алцек», «Косара», «Запустялата воденица». Панайот Пипков создал первые болгарские детские оперетты «Деца и птички» и «Щурец и мравки». Его самое известное сочинение — «Гимн святых Кирилла и Мефодия». Никола Атанасов написал первую болгарскую симфонию. Крупнейшим теоретиком болгарской церковной и народной музыки на рубеже XIX—XX веков был Добри Христов, выпускник Пражской консерватории и ученик Антонина Дворжака .
Такие события, как создание в 1921 году Национальной музыкальной академии «Профессор Панчо Владигеров», появление первых симфонических оркестров, музыкальных школ, положили начало развитию в Болгарии профессиональной классической музыки.

## Болгарский рок
Среди наиболее известных рок-групп Болгарии «БТР», «Детонатор», «Джендема», «Диана Экспрес», «Импулс», «Кале», «Карцер», «Каскадьори», «Клас», «Конкурент», «Контрол», «Кукери», «Монолит», «Млък!», «Нафталин», «Нова генерация», «Обратен ефект», «Остава», «Пиромания», «Подуене Блус Бенд», «Пройдоха», «Пропаганда», «Ревю», «Сигнал», «Тангра», «Тест», «Фактор», «ФСБ», «Хиподил», «Холера», «Штурците» Overdawn и др.